# Xanthocnemis tuanuii
Xanthocnemis tuanuii – gatunek ważki z rodziny łątkowatych (Coenagrionidae).